# Worrawoot Srimaka
Worrawoot Srimaka (en tailandés: วรวุฒิ ศรีมะฆะ; Songkhla, Tailandia; 8 de diciembre de 1971) es un exfutbolista y entrenador de fútbol de Tailandia que jugaba en la posición de delantero. Actualmente es el entrenador del Kasetsart FC.

## Carrera

### Club
| Periodo   | Club                  | Apariciones | Goles |
| --------- | --------------------- | ----------- | ----- |
| 1991-1995 | Thai Farmers Bank FC  | 71          | 24    |
| 1996–2004 | BEC Tero Sasana       | 119         | 55    |
| 2004–2005 | Topenland Binh Đinh   | 12          | 4     |
| 2005–2006 | Kelantan FA           | 29          | 7     |
| 2007      | Chonburi FC           | 14          | 1     |
| 2008      | Customs Department FC | 18          | 3     |
| 2009      | Chula United FC       | 5           | 0     |

### Selección nacional
Jugó para Tailandia en 63 ocasiones de 1991 a 2002 y anotó 29 goles; participó en los Juegos Asiáticos de 1998 y en dos ediciones de la Copa Asiática.

### Entrenador
| Periodo   | Club                  |
| --------- | --------------------- |
| 2010      | Pathum Thani FC       |
| 2011      | Songkhla FC           |
| 2012      | Suphanburi FC         |
| 2013-2014 | Chonburi FC           |
| 2015      | Suphanburi FC         |
| 2017      | Suphanburi FC         |
| 2016      | Tailandia sub-21      |
| 2016-2017 | Tailandia sub-23      |
| 2018      | Tailandia sub-21      |
| 2018      | Tailandia sub-23      |
| 2019      | Kasetsart FC          |
| 2020      | MOF Customs United FC |
| 2021      | Sisaket FC            |
| 2021–2022 | Tailandia sub-23      |
| 2022-     | Kasetsart FC          |

## Logros

### Jugador
- Juegos del Sudeste Asiático: 1995, 1997, 1999.
- Campeonato de la AFF: 1996, 2000, 2002
- King's Cup: 1994, 2000
- AFC Champions League: 1994, 1995
- Thai League 1: 1991, 1992, 1993, 1995, 2000, 2001, 2007
- Queen's Cup: 1994, 1995
- Afro-Asian Club Championship: 1994

### Entrenador
- SEA Games: 2017
- Copa Dubai: 2016
- Copa de Naciones: 2016